# Mandragola

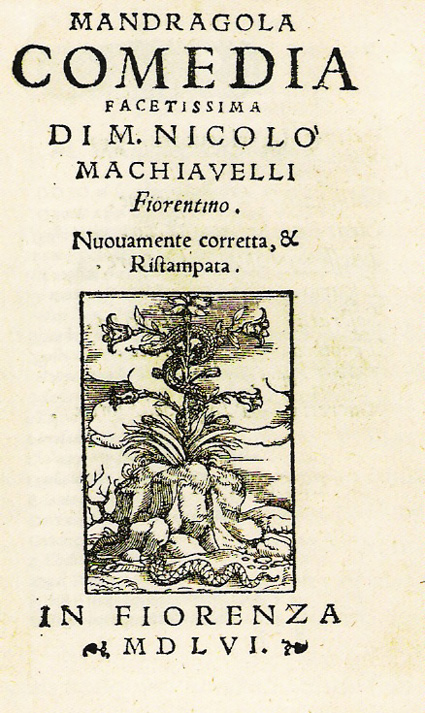
Mandragola, Titelblatt

Mandragola ist eine Komödie in fünf Akten von Niccolò Machiavelli. Das genaue Datum der Abfassung sowie der Uraufführung ist nicht gesichert. In der Literatur wird jedoch zumeist davon ausgegangen, dass Machiavelli sie im Januar und Februar 1518 niedergeschrieben hat und dass die Uraufführung im September desselben Jahres anlässlich der Rückkehr Lorenzo de’ Medicis und seiner Ehefrau Madeleine de la Tour d’Auvergnes, die beide zuvor in Frankreich geheiratet hatten, in Florenz stattfand. Mandragola gilt als eine der bedeutendsten Komödien der Renaissance.

## Figuren
- Callimaco, ein Florentiner
- Lucrezia, Ehefrau des Nicia
- Messer Nicia, ein reicher Florentiner, Ehemann der Lucrezia
- Camillo Calfucci, ein Bekannter Callimacos
- Siro, Diener des Callimaco
- Ligurio, Heiratsvermittler
- Sostrata, Mutter Lucrezias
- Frater Timoteo (Bruder Timoteo), Beichtvater
- una donna (eine Frau)

## Inhalt

### Canzone (Gesang)
Die Canzone wurde anlässlich des Karnevals von Faenza 1526 hinzugefügt als Ersatz für einen Prolog. Zunächst wird den Beschwernissen des Lebens eine ironische Absage erteilt, denn aus ihnen könne man keine Lehren ziehen. Stattdessen haben die Hirten bzw. Sänger der Canzone sich für ein freudiges Leben entschieden. Zur Zeit widmen sie ihre Zeit dem gerade stattfindenden Fest (dem Karneval von Faenza), in dessen Rahmen die Komödie aufgeführt wird. Es folgt ein kurzes Lob auf Clemens VII. oder Francesco Guicciardini.

### Prolog
Das Publikum wird begrüßt. Florenz wird als Ort der Handlung angegeben. Auf der Bühne befindet sich das Haus eines Gelehrten, der Schüler eines gewissen Buezio gewesen sein soll, wobei mit Buezio („bue“ = „Ochse“) angedeutet werden soll, dass ihm des Öfteren die Hörner aufgesetzt werden. Gegenüber einem Gehweg, der als Weg Amors bezeichnet wird, befindet sich wiederum der Tempel, der Wohnsitz eines Abtes. Außerdem befindet sich links auf der Bühne eine Tür, die den Eingang zum Haus eines jungen Mannes namens Callimaco Guadagno darstellt, der aus Paris gekommen ist. Dieser hat sich in eine junge Frau verliebt und diese, wie später aus der Komödie ersichtlich wird, hinters Licht geführt. Es wird der Name der Komödie genannt, die Figuren der Komödie mit ihren Eigenschaften vorgestellt, nicht jedoch ihre Namen genannt. Zum Schluss bekundet der Vortragende, dass der Zweck der Komödie in erster Linie sei, die Zuschauer zu belustigen. Dabei wird die Tendenz der Zuschauer behauptet, Komödien durch ihre Bigotterie bzw. dadurch, dass sie sie schlecht redeten, der Vergessenheit anheimzugeben – vielleicht auch in Anspielung auf die vorgehenden Theaterstücke wie Ariosts La  Cassaria (1508), Bibbienas La Calandria (1513), Giovan Giorgio Trissinos La Sophonisba (1515), in denen die Verwendung der Sprache diskutiert wurde. Zum Schluss wird die Handlung eingeleitet. Callimaco betritt zusammen mit Siro, seinem Diener, die Bühne.

### Erster Akt
Callimaco hat Paris den Rücken gekehrt und lebt seit einem Monat in Florenz. Callimaco erzählt seinem Diener Siro die Vorgeschichte seiner Reise nach Florenz. Callimaco hatte seine Eltern in der Kindheit verloren und wurde als Zehnjähriger von seinem Vormund nach Paris geschickt, wo er sich 20 Jahre aufgehalten hat. Als in Italien infolge des Einmarschs der Truppen Karls VIII. Krieg zwischen Frankreich und Italien ausbrach, schwor er sich, nie wieder nach Italien zurückzukehren. Er verkaufte all sein Hab und Gut in Italien bis auf das Elternhaus. Eines Tages hörte er einem Gespräch zwischen einem Florentiner und einem gewissen Camillo Calfucci zu, die darüber diskutierten, ob es nun in Italien oder in Frankreich die schöneren Frauen gebe. Als Camillo in der Diskussion den Kürzeren zog, führte er zur Ehrenrettung der Italienerinnen Lucrezia, Frau des Nicia Calfucci, an, und lobte ihre Schönheit und ihre Manieren über alle Maßen.
Seitdem lässt der Gedanke an Lucrezia Callimaco keine Ruhe, und er beschließt, sich ungeachtet der Kriege in Italien nach Florenz zu begeben. Als er Lucrezia in Florenz erblickt, stellt er fest, dass die Schönheit Lucrezias alle Beschreibungen übertrifft. Er ist besessen davon, mit ihr zusammenzukommen. Lucrezia hat zu Hause das Machtwort („si lascia governare da lei“), obwohl er ein reicher Mann ist und ein Doktor, von dem man ein gewisses selbstbewusstes Verhalten vermuten könnte. Obwohl sie noch jung ist, geht sie nicht wie andere Gleichaltrige auf Feste, auf denen man sie hätte antreffen können, sondern sie geht so gut wie nie aus. Noch dazu sieht Callimaco keine Chance, vielleicht die Diener zu bestechen. Sie sind jeder Korruption abgewandt. Trotz dieser Widrigkeiten hat Callimaco Hoffnung, dennoch zu seinem Ziel zu gelangen, denn Nicia ist trotz seines Doktorgrads der „dümmste und am einfachsten gestrickte Mann von Florenz“ („il più semplice e il più sciocco uomo di Firenze“). Außerdem sind Nicia und Lucrezia, obwohl seit sechs Jahren verheiratet, immer noch kinderlos und von dem Wunsch, Kinder zu haben, ganz besessen („è un desiderio che muoiono“). Callimaco hat sich mit dem ehemaligen Heiratsvermittler Ligurio angefreundet, der bei Nicia häufig zu Gast ist. Ligurio verspricht dem verliebten Callimaco Hilfe, bei Lucrezia zum Ziel zu kommen. Callimaco verspricht dem Ligurio eine Summe Geld, wenn dessen Plan erfolgreich ist. Ligurio überredet Nicia, mit seiner Frau ein Thermalbad zu besuchen, um durch das heilende Wasser die Fruchtbarkeit der beiden zu fördern. Nicia möchte sich jedoch vorher von einem Arzt beraten lassen, welches Thermalbad das beste für diesen Zweck ist. Callimaco verkleidet sich als Arzt, um dem Ehemann das ihm (Callimaco) genehmste Thermalbad empfehlen zu können.
Jeder Akt des Stücks schließt mit einem Gesang. In der Canzone des ersten Akts wird die Liebe besungen, das höchste Gut des Himmels, sie lässt einen leben und zugleich sterben, verleitet zur Unvernunft und treibe einen zu widersprüchlichen Reaktionen, und sie trifft die Menschen wie auch die Götter.

### Zweiter Akt
Gegenüber Nicia preist Ligurio den vermeintlichen Arzt Callimaco in den höchsten Tönen. Doch Nicia ist misstrauisch und möchte Callimaco auf Herz und Nieren prüfen. Bei der anschließenden Begegnung Nicias und Callimacos reicht es völlig aus, dass Callimaco Nicia auf Latein antwortet, damit Nicia den „Arzt“ für einen hervorragenden Vertreter seines Faches hält. Da der äußerst bewegungsfaule Nicia um jeden Preis vermeiden möchte, mit Sack und Pack in einem eventuell fernen Bad auf Kur gehen zu müssen, interveniert Ligurio in das Gespräch der beiden. Er fragt Callimaco nach einem Trank, der den Kinderwunsch erfüllen könne. Zunächst aber schlägt Ligurio vor, eine Urinprobe zu nehmen. Als Nicia mit der eigenen Urinprobe und der seiner Frau zu Callimaco zurückkehrt, erfolgt die Untersuchung des Urins. Callimaco nimmt diese freilich auf Latein vor, um Eindruck zu schinden. Die Urinprobe hat offensichtlich (neben der Belustigung der Zuschauer – offensichtlich stellte damals selbst eine zu medizinischen Zwecken vorgenommene Urinprobe einen massiven Eingriff in die Intimsphäre v. a. der Frauen dar) den Zweck, die Widerspenstigkeit Lucrezias (und wohl auch Nicias) zu prüfen, denn Callimaco kommt nach der Untersuchung der Proben unvermittelt auf den fruchtbarkeitsspendenden Trank zurück. Beim Trank handele es sich um einen Alraunentrank (dt. „Alraune“ = it. „Mandragola“), der bereits der französischen Königin zu Fruchtbarkeit verholfen habe. Der Wermutstropfen sei, dass der Erste, der sich zu der Frau lege, nachdem diese den Trank eingenommen habe, binnen einer Woche sterbe. Nicia ist ob dieser Nachricht entsetzt. Callimaco beschwichtigt jedoch, Nicia könne jemanden bei seiner Frau schlafen lassen, der das Gift der Alraune voll und ganz in sich aufnehme, so dass er sich anschließend in aller Ruhe wieder zu ihr legen könne. Nicia wehrt sich gegen diese Lösung, da er nicht als gehörnter Mann dastehen möchte und weil er befürchtet, dass ihn seine Frau aufgrund seines Einverständnisses verklagen werde. Doch Callimaco hat folgenden Plan: Nicia solle seiner Frau des Abends den Trank verabreichen. In der Nacht verkleideten sich Siro, Callimaco, Nicia und Ligurio und fingen den ersten Jugendlichen, den sie auf der Straße fänden ein. Diesen brächten sie in Nicias Haus, wiesen ihm, was zu tun sei, und würden ihn vor Tagesanbruch hinauswerfen. Danach könne sich Nicia nach Belieben mit seiner Frau vergnügen. Das einzige Problem dabei sei, Lucrezia dem Jüngling gefügig zu machen. Doch Ligurio hat den Einfall, zu diesem Zweck Timoteo, einen Beichtvater, einzuschalten. Hier aber ergibt sich wiederum das Problem, wie man Lucrezia dazu überreden soll, sich an den Beichtvater zu wenden (zumal sie schlechte Erfahrungen mit Priestern gemacht hat). Es bleibt einzig Sostrata, die Mutter Lucrezias, der diese uneingeschränkt Glauben schenkt, obgleich klar ist, dass ihre Mutter auf der Seite der Männer sein wird. Während Callimaco also den Trank zubereitet, machen sich Ligurio und Nicia zur Mutter Lucrezias auf.
In der Canzone des zweiten Akts wird das Glück der Dummen besungen und die Fixierung Nicias auf das Kinderglück.

### Dritter Akt
Sostrata, die Mutter Lucrezias, ist mit den Plänen der drei Männer einverstanden und soll die Tochter zu deren Beichtvater Timoteo schicken, den Nicia und Ligurio zwischenzeitlich aufsuchen. Nicia soll während des Gesprächs schweigen und wird daher von Ligurio als Taubstummer vorgestellt. Um den Beichtvater gefügig zu machen, stellt Ligurio ihm eine Spende von 300 Dukaten in Aussicht. Bevor Ligurio Timoteo seine wahre Absicht mitteilt, stellt er ihn jedoch mit einer erfundenen Geschichte auf die Probe.
Er erfindet eine Geschichte, nach der Camillo Calfucci sich vor einem Jahr aus geschäftlichen Gründen nach Frankreich aufgemacht habe. Da seine Frau verstorben sei, habe er seine Tochter einem Kloster anvertraut, dessen Name Ligurio nicht verraten möchte. Nun sei die Tochter Camillos, wegen Nachlässigkeit oder Einfalt der Nonnen, im vierten Monat schwanger. Camillo gehe es jetzt darum, Schwangerschaft und Niederkunft der Tochter geheim zu halten, um die Ehre der Familie zu wahren. Ligurio wolle Camillos Tochter dem Beichtvater und der Äbtissin anvertrauen. Die Äbtissin solle der Tochter Camillos zwecks Abtreibung einen Trank verabreichen. Bevor der Name des Klosters fällt, wird das Gespräch jedoch durch eine Frau unterbrochen, die den Ligurio zur Seite winkt und ihm berichtet, die Tochter Camillos habe den Fötus bereits verloren.
Timoteo könne ihm jedoch einen weiteren Gefallen tun. Sostrata hat ihrer Tochter inzwischen den Plan ihres Mannes mitgeteilt, sie mit Hilfe des Alraunentranks fruchtbar zu machen. Da Lucrezia Bedenken hat, nach der Einnahme des Tranks mit einem fremden Mann zu schlafen, wird sie von der Mutter überredet, beim Beichtvater Timoteo eine zweite Meinung einzuholen. Schließlich stimmt Lucrezia zu. Nicia und Ligurio, die das Gespräch zwischen den Frauen und Timoteo belauscht haben, besprechen mit Timoteo den weiteren Fortgang des Plans: Nicia soll nach Hause gehen und Ligurio bei Callimaco den Trank abholen. Anschließend werden sich Nicia und Ligurio treffen, um zu besprechen, was des Nachts zu tun sei.
In der Canzone des dritten Akts wird die List als eine süße Medizin gepriesen, die die Menschen auf den rechten Weg zurückbringe. Sie mache die Menschen glücklich und Amor reich.

### Vierter Akt
Ligurio berichtet Callimaco, dass die Intrige eingefädelt ist, Lucrezia eingewilligt hat und Timoteo wie geplant handeln wird. Callimaco hat indessen den Alraunentrank zubereitet – in Wirklichkeit eine Art Glühwein.
Plötzlich erkennt er, dass er mit der Geschichte von dem gefangenen Jüngling, der in Lucrezias Bett geführt werden muss, sich um die Chance gebracht hat, sich selbst zu Lucrezia zu legen. Wenn er sich nämlich zu Lucrezia lege, werde Nicia merken, dass einer von ihnen bei der Suche nach dem passenden Jüngling fehle, nehme er aber an der Jagd teil, könnte er sich eben nicht zu Lucrezia legen. Er löst das Problem, indem er Timoteo zu überreden gedenkt, sich als Callimaco zu verkleiden, während Callimaco sich als der vermeintliche Jüngling in der Nähe von Nicias Haus aufhalten soll.
Callimaco schickt Siro mit dem Trank zu Nicia und Ligurio holt den als Callimaco verkleideten Timoteo ab. Siro, Ligurio und der falsche Callimaco erreichen fast gleichzeitig Callimacos Haus.   Man begibt sich auf die Jagd nach dem Jüngling, der falsche Callimaco kommt des Weges, wird gefangen und zu Nicia gebracht. Nachdem der Plan Ligurios gelungen ist, verlässt Timoteo wegen Kopfschmerzen die Gesellen.
In der Canzone des vierten Akts wird die Nacht besungen, in der die Liebenden zusammenkommen und sich nach langen Mühen endlich miteinander vergnügen können.

### Fünfter Akt
Timoteo kann aus Neugierde über den Ausgang des Plans die ganze Nacht über nicht schlafen, er verbringt die Zeit damit, im Kloster einige Dinge in Ordnung zu bringen und beklagt die Nachlässigkeit und Schlampigkeit seiner Ordensbrüder.
In Nicias Haus sitzt Sostrata am Kamin. Den als „Jüngling“ verkleideten Callimaco hat Nicia in eine schwach beleuchtete Speisekammer gesperrt, wo er von Nicia auf Geschlechtskrankheiten genau untersucht wird. Anschließend zerrt der Ehemann den „Jüngling“ in das Zimmer seiner Frau, legt ihn zu ihr und prüft, ob beide tatsächlich miteinander Geschlechtsverkehr haben. Schließlich verlässt er das Zimmer und schlägt die Zeit im Gespräch mit Sostrata tot.
Callimaco bekommt inzwischen Gewissensbisse. Er gibt sich Lucrezia zu erkennen, gesteht ihr seine Liebe und verspricht, sie nach Nicias Tod zu heiraten. Lucrezia aber deutet ihre mit Callimaco verbrachte Nacht als Werk der göttlichen Vorsehung – zumal ihr Callimaco als Liebhaber weit besser gefallen hat als der Ehemann. Sie wünscht sich, dass Nicia und er Gevatter würden, damit Callimaco sie weiterhin besuchen könne.
Callimaco soll sie und Nicia in die Kirche geleiten und dann mit ihnen gemeinsam zu Mittag essen. Callimaco ist überaus glücklich. Gegen Morgen holt Nicia den Jüngling aus dem Zimmer und wirft ihn mit Hilfe Ligurios und Siros aus dem Haus.
Nicia lässt seine Frau wecken und waschen, um sie in die Kirche zu bringen, damit sie gesegnet werde. Die drei kleiden sich um. Siro und Ligurio verlassen das Haus, um nicht durch spätes Aufstehen den Verdacht zu erwecken, sie hätten die ganze Nacht über gewacht, und verabreden sich mit Nicia in der Kirche. Sie erreichen die Kirche vor Nicia, Lucrezia und Sostrata.
Der von Callimaco und Ligurio verständigte Timoteo empfängt Nicia und die beiden Frauen am Eingang der Kirche. Nicia ruft Callimaco und Ligurio zu sich, stellt seiner Frau den Callimaco als denjenigen vor, dem sie es zu verdanken hätten, dass sie nun eine Stütze für die Zukunft haben werden, denn ihm wurde immer wieder versichert, dass er einen Sohn haben werde. Lucrezia bittet ihren Mann, Callimaco zu seinem Gevatter zu machen. Nicia lädt Callimaco und Ligurio zum Mittagessen ein, überlässt dem zukünftigen Gevatter den Schlüssel zu seinem Haus, damit er ihn und seine Frau immer besuchen könne.
Timoteo erhält von Lucrezia eine Geldspende für die Empfängnis, und die Geburtszeremonie beginnt. Timoteo bittet die sechs in die Kirche, die Zuschauer sollten hingegen nicht darauf warten, dass die Gesellschaft die Kirche verlasse, da die Messe von langer Dauer sei und die Gesellschaft die Kirche durch einen Seiteneingang verlassen würde.

## Sonstige Informationen
- Im Gegensatz zu vielen anderen zeitgenössischen Komödien wurde die Handlung nicht allein durch Terenz’ und Plautus’ Komödien sowie durch Boccaccios Decamerone (~1349–1353) inspiriert, sondern auch durch mittelalterliche allegorische Texte. Derer sind zwei besonders erwähnenswert. Bei ersterem handelt es sich um eine Legende, die im arabischen Secretum secretorum aus dem 12. Jahrhundert dokumentiert ist. Ein Mädchen, das der Legende nach mit Schlangengift ernährt wurde, vermag schließlich Männer zu vergiften, insbesondere beim Beischlaf. Eine weitere Legende, deren  Gegenstand Machiavellis Komödie zu ihrem Namen verhalf, rankt sich um die magischen  Eigenschaften der Alraune (Mandragora). Der Physiologus berichtet vom Elefanten, der keinen Geschlechtstrieb habe, daher esse das Weibchen vor der Paarung vom Mandragora-Baum, um trächtig zu werden.[1] Der Besitzer dieser Pflanze soll jeden in sich verliebt machen können. Außerdem soll die Alraune böse Geister und Krankheiten fernhalten. Dementsprechend können Verbrecher die Alraune nicht selbst gewinnen, sondern nur vermittels eines hungrigen Hundes, der an die Pflanze gebunden und schließlich mit Essen geködert wird.[2][3]
- Mit wenig Aufwand bringt Machiavelli zudem etwas Lokalkolorit ins Spiel. Es wird angedeutet, dass man als Anwalt kein oder jedenfalls nicht genug Geld zum Überleben verdienen kann, wenn man keine Kontakte zur lokalen Regierung hat. Normalerweise vertreiben sich arbeitslose Rechtsgelehrte die Zeit mit der Teilnahme an Hochzeiten oder ähnlichen feierlichen Anlässen oder aber, indem sie vor den Toren des Regierungsgebäudes den Frauen hinterherschauen. Ein zweites Beispiel besteht in der Frau, die Frater Timoteo bei der Beichte fragt, wie es mit der Invasion der Türken stehe und ob es wahrscheinlich sei, dass sie alle von den Türken gepfählt würden (wobei dies auch als schlüpfrige Andeutung verstanden werden kann, zumal ihr verstorbener Ehemann, für den Frater Timoteo in ihrem Namen beten soll, ein Lüstling gewesen sein soll). Dieses Lokalkolorit hat den Zweck, zu zeigen, in welcher Gesellschaft sich die in der Mandragola handelnden Personen befinden.[4]
- Die gegenüber Frater Timoteo geäußerte Furcht vor den Türken ist nach Mario Baratto Ausdruck einer damals in Europa allgemein verbreiteten panischen Angst vor der unaufhaltsam scheinenden Ausdehnung des Osmanischen Reichs. Machiavelli macht sich vermittels dieser Szene über den Wahn lustig.[5]
- Es finden sich in Mandragola zudem Anspielungen auf die zeitgenössische Geschichte. Die Komödie spielt im Jahr 1504. Die Wörter verrucola und carrucola, die in einem für heutige Leser oder Zuschauer bizarr anmutenden Dialog zwischen Nicia und Ligurio Verwendung finden, spielen auf die Kapitulation der Festung Verrucola beim Feldzug Florenz’ gegen Pisa  an.[6]
- Das Vorbild für Lucrezia ist die gleichnamige Person (Lucretia) in Titus Livius’  Ab urbe condita[7][8]
- Ligurio ist zwar nach damaliger Auffassung ein Parasit, sein Hunger, dessen Befriedigung der Zweck des damaligen Parasitentums hauptsächlich war, wird in Mandragola kein einziges Mal erwähnt. Einzige Anspielung auf diesen Aspekt der Person ist der Name selbst, der auf einen Edelstein verweist, zu dessen Eigenschaften unter anderem die Milderung von Magenschmerzen gehören soll.[9]
- Für die Uraufführung 1525 in Florenz schufen Andrea del Sarto und Bastiano da Sangallo die Bühnenbilder.[10]

## MandragolaundIl Principe
- Die Politik des idealen Fürsten in Machiavellis Hauptwerk Il Principe (1532) finden wir teilweise im Handeln Callimacos wieder, der weder ein petrarkistischer Schwärmer noch ein zynischer Liebhaber ist. „Machiavellistisch“ ist an Callimaco, dass er die Eroberung seiner Angebeteten mit rationalen, strategischen Mitteln zu bewerkstelligen gedenkt. Er wägt die Hindernisse ab und ersinnt Pläne, um diese zu überwinden. In Ligurio findet er einen Verbündeten für seine Zwecke. Um nicht von ihm hintergangen zu werden, verspricht Callimaco Ligurio eine  bedeutende Summe Geld, sollte der Plan gelingen.[11]
- Das Happy End der Mandragola stellt einen Sieg der Tüchtigkeit, der virtù (dt. eigentlich: Tugend) dar. In Il Principe legt Machiavelli dar, dass man die Gelegenheiten bzw. das Schicksal beim Schopfe packen müsse, um als Fürst erfolgreich zu sein.[12]
- Auch Lucrezias Handeln am Ende der Komödie entspricht der Philosophie Machiavellis, denn auch sie ergreift die Gelegenheit beim Schopf, indem sie sich gegen die herkömmliche Auffassung von virtù (d. h. dt.: Tugend) wendet und stattdessen die machiavellistische Tugend praktiziert. Da Lucrezia nun weiß, dass sie sich mit Callimaco des Lebens erfreuen wird, entscheidet sie sich für eine Affäre mit ihm, die schließlich mit dem Tod Messer Nicias in einer gesellschaftlich sanktionierten Liebesbeziehung enden wird.[13]
- Ligurio ist der eigentliche Verschwörer. Er übertrifft sämtliche Personen in der Komödie an Hinterlist und Schläue. Er ist derjenige, der den Plan, Nicia ins Bad zu locken, verwirft und stattdessen den Plan mit der Alraune in die Wege leitet. Des Weiteren ist er derjenige, der Frater Timoteo überlistet und seine Überlegenheit in Sachen Kasuistik unter Beweis stellt, als er Frater Timoteo mit der Geschichte des abtreibungswilligen Mädchens auf die Probe stellt. Am Ende der Komödie mimt er den Heeresführer und stellt bei der bevorstehenden Entführung des Jünglings, der mit Lucrezia schlafen soll, seine Kumpane wie Truppen strategisch auf. Allerdings hat er eher eine beratende Funktion inne und verhilft Callimaco zum Erreichen seines Ziels.[14]
- Nach Mario Baratto ist Mandragola Ausdruck der Frustration Machiavellis. In Mandragola verhelfe die Intelligenz nicht einem Fürsten zur Eroberung eines Staats, sondern einem jungen Mann, ins Bett einer verheirateten Frau zu steigen. Ligurio sei ein Intellektueller und zugleich ein Taugenichts, ein Taugenichts, weil Intelligenz in einem zugrunde gehenden Italien nicht mehr zähle.[15]

## Verfilmungen
- 1961: Mandragola, DDR, Regie: Lothar Bellag, Darsteller: Ekkehard Schall (Callimaco), Angelica Domröse (Lucrezia)
- 1965: Mandragola Italien, Regie: Alberto Lattuada, Darsteller: Philippe Leroy (Callimaco), Rosanna Schiaffino (Lucrezia)
- 1972: La Mandragore, Frankreich, Regie: Philippe Arnal, Darsteller: Paul Barge (Callimaco), Claude Jade (Lucrezia)

## Literarische Vorbilder

### Bibel
Tobias 6, 14-22

### Lateinische Literatur
- Terenz’ Andria (166 v. Chr.)[17], Hecyra (~165  v. Chr.), Heautontimoroumenos (163 v. Chr.), Eunuchus (161 v. Chr.),  Phormio (161 v. Chr.), Adelphoe (160 v. Chr.)
- Lukrez’ De rerum natura (1. Jhdt. v. Chr.)
- Ovids Ars amatoria (1. Jhdt. v. Chr.)
- Suetons Vitae Caesarum (120 n. Chr.)
- Apuleius’ Asinus aureus (~170 n. Chr.)[18]
- Aeneas Silvius Piccolominis Historia de duobus amantibus (1444)
- Ezio Raimondi verweist außerdem auf die Dichtung Catulls, Tibulls und  Sapphos.[19]

### Italienische Literatur

#### Boccaccio
- Vorbilder für Callimaco, d. h. das Motiv des jungen Mannes, der sich durch bloßes Hörensagen in eine Frau verliebt, finden wir in der fünften Novelle des ersten Tages des Decamerone  wieder, in der der französische König Philippe Le Borgne erfährt, dass die Marquise von Monferrato die schönste Frau innerhalb seines Reichs ist. Auf dem Weg zu einem Kreuzzug  besucht der König diese und versucht sie vergeblich zu verführen. In der siebten Novelle des achten Tages hört der junge, in Frankreich lebende Florentiner Lodovico von der Schönheit  Madonna Beatrices von Bologna, worauf er sich auf die Reise zu besagter Stadt begibt und schließlich ihr Herz gewinnen kann.[20]
- Die Person Lucrezias scheint einer weiteren Novelle (die sechste des dritten Tages) entlehnt zu sein. Auch hier begeht eine Frau Ehebruch und fügt sich schließlich den Tatsachen, ohne sich die Gelegenheit einer vergnüglicheren Liebesbeziehung zu versagen: Etliche Annäherungsversuche des neapolitanischen Edelmanns Ricciardo Minutolo an Catella, der Ehefrau Filipello Fighinolfis, scheitern. Da Ricciardo von der Eifersucht Catellas  gegenüber ihrem Ehemann weiß, erzählt er ihr, ihr Mann habe sich mit seiner Frau in einem Bad verabredet. Wütend begibt sich Catella ins Bad und vergnügt sich dort positiv überrascht sexuell mit Ricciardo, den sie für ihren Ehemann hält. Als Catella von der wahren Identität  des Mannes erfährt, mit dem sie sich im Bad vergnügt hatte, schwört sie, sich bei ihm zu rächen. Da Ricciardo sie weiterhin mit seinem Liebesflehen bestürmt, lässt sie sich erweichen und gewinnt diesen schließlich lieb.[21]
- Die Argumentation Frater Timoteos, dass der Ehebruch bei einem Menschen, der nicht in die Person verliebt ist, mit der er den Ehebruch begeht, keine besonders schwerwiegende Sünde  sei, weil der Mensch nur mit seinem Körper sündige, die Seele aber unbefleckt bleibe, finden wir, wenn auch in einem anderen Kontext, in der achten Novelle des dritten Tages wieder. In dieser Novelle handelt es sich u. a. um einen als heilig geltenden Abt, der verspricht, die Eifersucht eines Mannes zu heilen, indem er geschlechtlich mit dessen Dame verkehrt. Die Dame hält ihm vor, nicht wie ein Heiliger zu handeln, worauf der Abt ihr erwidert, dass die Heiligkeit der Seele innewohne und er sie lediglich darum gebeten habe, eine leibliche Sünde zu begehen.[22][23]

#### Sonstige
- Dantes Divina Commedia (1307–1321)
- Luigi Pulcis Morgante (1478)[24]
- Sabadio degli Arientis Novelle Porrettane (1483)[25]
- Francesco Vettoris Viaggio in Alemagna (zwischen 1509 und 1518)[26]